# Abergement-le-Grand
Abergement-le-Grand é uma comuna francesa na região administrativa de Borgonha-Franco-Condado, no departamento do Jura. Estende-se por uma área de 4,22 km². Em 2010 a comuna tinha 61 habitantes (densidade: 14,5 hab./km²).